# Carcavelinhos FC
Der Carcavelinhos Football Club war ein Fußballverein aus dem Stadtteil Alcântara der portugiesischen Hauptstadt Lissabon.

## Geschichte
Der Verein wurde 1912 gegründet. Im Juni 1928 besiegte Carcavelinhos im nationalen Meisterschaftsfinale, das im Campo de Palhavã von Lissabon ausgetragen wurde, den Stadtrivalen Sporting mit 3:1 und sicherte sich den Titel des  Campeonato de Portugal. In der Saison 1934/35 stand der Verein noch einmal im Halbfinale des Wettbewerbs.
Vor der Einführung der einheitlichen nationalen Liga, der Primeira Divisão im Jahr 1938, nahm Carcavelinhos drei Mal an den Probe-Spielzeiten des Campeonato da Liga teil. Nach Gründung der Primeira Divisão spielte der Verein zwei weitere Saisons (1939/40 und 1941/42) erstklassig.
Am 18. September 1942 schloss er sich mit dem Nachbarverein União Foot-Ball Lisboa zum Atlético CP zusammen.